# Yanluo

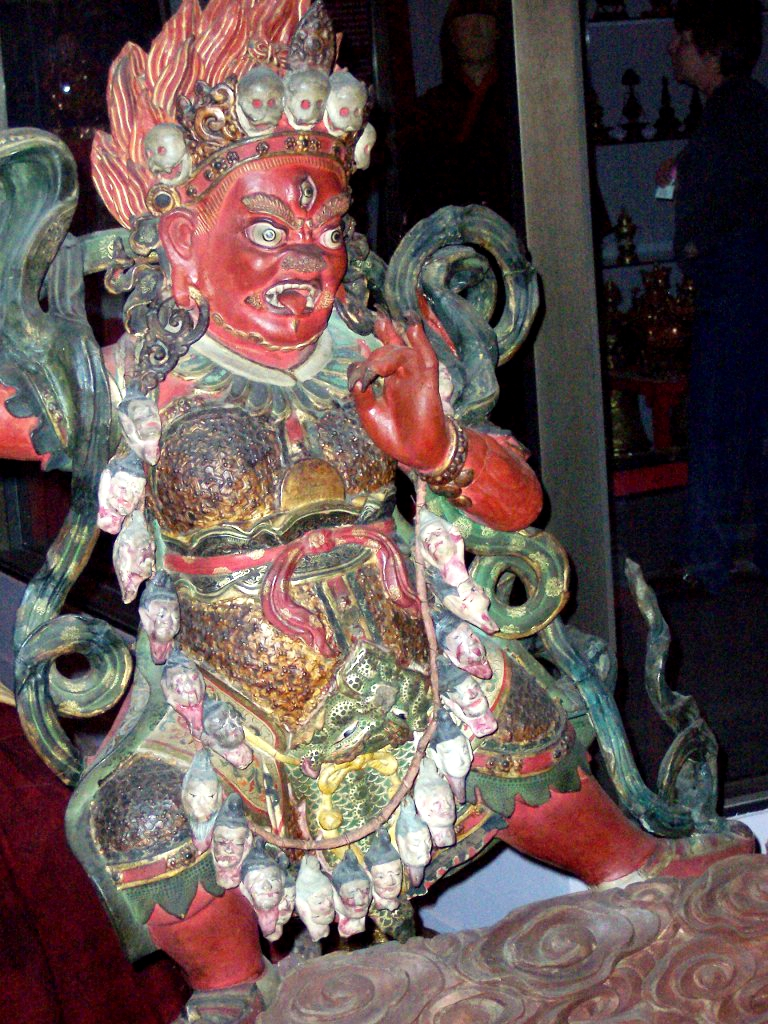
Tibetische Darstellung von Yánluó (Field Museum of Natural History, Chicago).

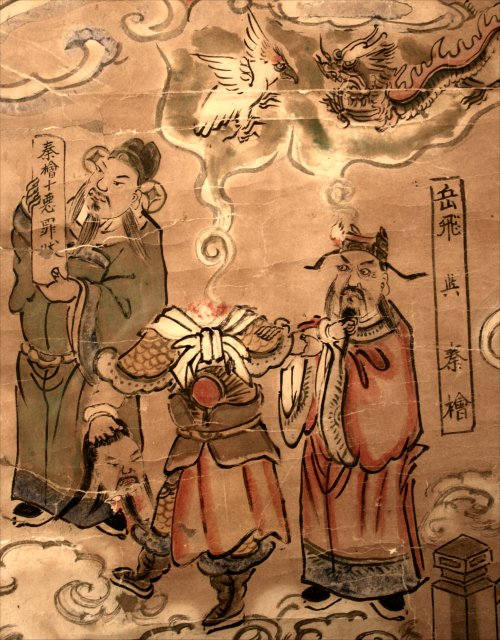
Ein kopfloser Geist eines kürzlich Verstorbenen erwartet Yánluós Urteil beim „Erdgericht“. Auf der Tafel, die vom Gerichtsdiener gehalten wird, steht: „Qin Huis zehn hinterhältige Verbrechen“ (chinesische Unterweltrolle, 19. Jahrhundert).

Yánluó (anhörenⓘ) (chinesisch 閻羅王 [vereinfacht: 阎罗王], Pinyin: Yánluówáng, auf Deutsch auch König Yan bzw. Yan Wang [anhörenⓘ] oder englisch romanisiert Yin Low [anhörenⓘ]) ist der Todesgott und als „König der Hölle“ der Herrscher über das Jenseits (Diyu) sowie Aufseher über die „Zehn Könige der Hölle“. Ihm zu Ehren wird Höllengeld als Brandopfer dargebracht. Er ist eine zentrale Gottheit im Daoismus und in der chinesischen Mythologie sowie unter dem Namen „(Großer) König Enma“ (japanisch 閻魔大王, Enma Dai-Ō [anhörenⓘ]) Teil der Japanischen Mythologie.

## Aussehen und Funktion
Yánluó wird im Daoismus traditionell als großer Mann dargestellt, der oft ein rotes Gesicht mit hervorquellenden Augen oder einen bösen Blick hat. Er trägt einen langen schwarzen Bart. Gekleidet ist er in traditionelle chinesische rote Gewänder. Auf dem Kopf trägt er entweder einen chinesischen Richterhut oder eine Krone mit dem Schriftzeichen für „König“ (chinesisch 王, Pinyin Wáng). Er besitzt ein Buch (je nach Darstellung auch eine Schreibtafel, Schriftrolle oder nichts dergleichen) mit den Todesdaten für jede Seele. Je nach Region können die Darstellungen von Yánluó variieren; in Tibet wird er darum mit allen genannten Attributen versehen, nicht jedoch in chinesischer Kleidung. Gelegentlich wird er auf einem Büffel reitend dargestellt.
Yánluó herrscht über das Diyu, das Jenseits. Dort hält er das „Erdgericht“ für alle Verstorbenen ab. Nach seinem Urteil werden sie entweder in den Himmel oder in ein Labyrinth von Ebenen und Kammern der Unterwelt geleitet („buddhistische Hölle“), um dort für ihre Sünden zu büßen. Je nach Glaubensauslegung existieren acht, zehn oder achtzehn Untergerichtshöfe, deren letzter für Diebe und Mörder vorgesehen ist unter dem Richter Chujiang. Gute Taten im Leben werden mit der Wiedergeburt in einer höheren Lebensform belohnt, während Verfehlungen durch Folter und Qualen oder eine niedere Form der Wiedergeburt gebüßt werden.
Nach manchen daoistischen Auffassungen schickt Yánluó Boten aus dem Diyu zu den Lebenden, um sie von einer ausschweifenden, hedonistischen Lebensweise abzubringen und vor den dramatischen Konsequenzen zu warnen, die ihnen andernfalls beim Erdgericht drohen.
Zudem gibt es im Daoismus vereinzelt die Ansicht, dass ein Verstorbener eine bestimmte Summe Höllengeldes beim „Erdgericht“ im Jenseits zur Bezahlung eines (teilweisen) Ablasses für seine Verfehlungen in seinem irdischen Leben benötige. Die Vorderseite von Höllengeldscheinen zeigen darum meist ein Bildnis des Jade-Kaisers Yu Di, der nach daoistischem Verständnis der „Herrscher des Himmels“ ist, seine Unterschrift (romanisiert als „Yu Wong“ oder „Yuk Wong“) und die Signatur von Yánluó als dem „König der Hölle“ (romanisiert als „Yin Low“).

## Yánluó in anderen buddhistischen Strömungen und im Hinduismus
Der Todesgott Yánluó ist in anderen Strömungen des Buddhismus unter anderen Namen bekannt, da sich der Daoismus von China nach Korea und Japan ausbreitete und dabei mit regionalen Eigenheiten vermischte. In Japan wird er „Enma“ (閻魔, auch Yenma), „König Enma“ (閻魔王, Enma-ō) und „Großer König Enma“ (閻魔大王, Enma Dai-Ō) genannt. Einem Sprichwort nach reißt Enma Lügnern noch im irdischen Leben die Zunge heraus (嘘をつけばと閻魔様に舌を抜かれる). In Korea kennt man Yánluó als „Yeomna“ (염라) und „Großen König Yeomna“ (염라대왕, Yŏmna Daewang). In Vietnam existiert die buddhistische Gottheit als „Diêm La“ oder „Diêm Vương“.
Im Hinduismus ist seine Entsprechung der Todesgott „Yama“ (anhörenⓘ).